# ЮАР на Олимпийских играх
ЮАР впервые выступила на Олимпийских играх в 1904 году. До 1960 года южноафриканские спортсмены участвовали во всех летних Олимпиадах. После принятия Генеральной Ассамблеей ООН резолюции № 1761 в 1962 году в ответ на политику ЮАР апартеида, страна была дисквалифицирована и в играх с 1964 по 1988 год не участвовала.
После переговоров о завершении апартеида, начатых в 1990 году, ЮАР повторно вступила в Олимпийское движение. Южноафриканская конфедерация спорта и олимпийский комитет были созданы в 1991 году, и в 1992 году ЮАР выступила на летних Олимпийских играх. Также ЮАР принимала участие в зимних Олимпийских играх в 1960 и с 1994 по 2018 годы (кроме 2014 г).
ЮАР завоевала всего 87 медалей, преимущественно в лёгкой атлетике, боксе и плавании.

## Медали по видам спорта
| Вид                         | Золото | Серебро | Бронза | Всего |
| --------------------------- | ------ | ------- | ------ | ----- |
| Лёгкая атлетика             | 9      | 13      | 7      | 29    |
| Плавание                    | 7      | 7       | 6      | 20    |
| Бокс                        | 6      | 4       | 9      | 19    |
| Теннис                      | 3      | 2       | 1      | 6     |
| Велоспорт                   | 1      | 4       | 3      | 8     |
| Академическая гребля        | 1      | 1       | 1      | 3     |
| Сёрфинг                     | 0      | 1       | 0      | 1     |
| Стрельба                    | 0      | 1       | 0      | 1     |
| Гребля на байдарках и каноэ | 0      | 0       | 1      | 1     |
| Регби                       | 0      | 0       | 1      | 1     |
| Триатлон                    | 0      | 0       | 1      | 1     |
| Итого                       | 27     | 33      | 30     | 90    |